# A Debt of Honour
A Debt of Honour es una película muda rodada en Gran Bretaña en 1922, basada en la novela homónima de Ethel M. Dell.

## Otros créditos
- Color: Blanco y negro
- Sonido: Muda